# Tripartismus (Francie)
Tripartismus je označení pro éru francouzských dějin v období let 1944–1947. V zemi tehdy vytvořily koaliční vládu tři politické strany: katolické Hnutí francouzského lidu (MRP), Francouzská socialistická strana (SFIO) a francouzští komunisté.

## Období tripartismus
V Ústavodárném a později Národním shromáždění disponovaly všechny tři strany přibližně stejným počtem mandátů, takže bylo nutné spolupracovat, aby mohla být přijata ústava 4. republiky a efektivně řízená země. Ke schválení ústavy došlo 13. října 1946.
Komunisté se pod vedením předsedy Maurice Thoreze domnívali, že uchopí státní moc legální cestou prostřednictvím parlamentních voleb. Proto s nimi byla spolupráce ze strany dalších dvou uskupení komplikovaná. Další nejistotou v udržení jednotnosti vlády byla americká politika, která signalizovala, že je ochotná poskytnout Francii hospodářskou pomoc, pokud se ovšem komunisté nebudou účastnit na vládě. Intenzita sporů mezi komunisty a dvěma dalšími stranami eskalovala na počátku roku 1947. K rozpadu vlády tripartity nakonec vedla stávka v Renaultových závodech. Během ní došlo k hlasování o nedůvěře vlády. Komunističtí poslanci, včetně svých ministrů, hlasovali pro vyslovení nedůvěry. Třetí vláda Léona Bluma v lednu padla. Novou pak vytvořil 5. května 1947 socialista Paul Ramadier již bez účasti komunistů. Tím skončila éra tripartismu.  